# ペトロフ・ベイ (護衛空母)
ペトロフ・ベイ (USS Petrof Bay, CVE-80) は、アメリカ海軍の護衛空母。カサブランカ級航空母艦の26番艦。艦名はアラスカ州のペトロフ湾に因んで命名された。

## 艦歴
「ペトロフ・ベイ」は1943年10月15日に合衆国海事委員会の契約下ワシントン州バンクーバーのカイザー造船所で起工する。1944年1月5日にJ. G. アトキンズ夫人の手によって進水。1944年2月18日にオレゴン州アストリアで海軍に引き渡され、同日ジョセフ・L・ケーン艦長の指揮下で就役した。

### 1944年
3月29日、「ペトロフ・ベイ」はサンディエゴの海軍航空基地を出港し、南西太平洋方面に向かった。4月14日にエスピリトゥサント島に到着して便乗者と航空機、貨物を降ろし、6日後の4月20日には別件の貨物を積んでマヌス島ゼーアドラー湾に向かった。4月25日にマヌス島に到着して、湾内にいた他の艦船に計8機の航空機を移動させた。
4月29日朝、「ペトロフ・ベイ」は航空機の交換を行うため、トラック諸島攻撃を控えた第58任務部隊（マーク・ミッチャー中将）に合流した。5月3日に一旦マジュロに寄港した後、トラック攻撃を終えた第58任務部隊に再度合流した。その後、オーバーホールのため固有の航空隊一切を降ろして代わりに救助装置を積み込み、3隻の駆逐艦に護衛されて5月7日にマジュロを出港。5月20日、サンフランシスコに到着。オーバーホールを終えると、サンフランシスコ湾内でジェイムズ・W・マコーリー少佐率いる第76混成飛行隊 (VC-76) とともに慣熟訓練を行った。7月30日、真珠湾に向けて出港し、8月6日に到着して「便乗」の航空機をここで降ろした。
8月12日、「ペトロフ・ベイ」は第32.4任務群に合流するため真珠湾を出港し、8月24日午後にツラギ島に到着した。9月4日、クリフトン・スプレイグ少将率いる第77.4.3任務隊（通称「タフィ3」）に属する事となり、護衛空母「サギノー・ベイ(USS Saginaw Bay, CVE-82) 」および「カリニン・ベイ (USS Kalinin Bay, CVE-68) 」とともにペリリュー攻撃とアンガウル攻撃の第2グループを形成する事となった。9月15日にペリリュー島に対する上陸作戦が開始されると、「ペトロフ・ベイ」は上陸部隊に対する支援を開始。9月29日までの間、弾薬補給でコッソル水道に向かった期間を除いて日本軍拠点を爆撃し機銃掃射を行って、あるいは対空哨戒および対潜哨戒に活躍した。戦いを通じて、一度も日本機の空襲には遭遇しなかった。9月30日までにペリリュー島に航空基地が確保されるに及んで、マヌス島に後退した。

### レイテ沖海戦
10月14日、「ペトロフ・ベイ」はフィリピン解放の第一歩構築の手助けに、「サギノー・ベイ」とともにゼーアドラー湾を出撃した。初めはフェリックス・スタンプ少将率いる第77.4.2任務隊（通称「タフィ2」）に加わっていたが、10月20日のレイテ島上陸後に空襲を受けていたトーマス・スプレイグ少将率いる第77.4.1任務隊（通称「タフィ1」）に転じた。10月21日から24日までは、「ペトロフ・ベイ」の航空機は空中哨戒任務に就いた。10月24日時点で、レイテの戦いに参加していた護衛空母の任務隊は、第77.4.3任務隊がサマール島沖25海里地点、第77.4.2任務隊がレイテ湾入り口沖、そして「ペトロフ・ベイ」がいた第77.4.1任務隊はサマール島の南方70海里地点にいた。この10月24日、第77.4.1任務隊の護衛空母のうち「サギノー・ベイ」と「シェナンゴ (USS Chenango, CVE-28) 」は航空機の交換を行うためモロタイ島に向かい、第77.4.1任務隊の護衛空母は「ペトロフ・ベイ」と「サンガモン (USS Sangamon, CVE-26) 」「スワニー (USS Suwannee, CVE-27) 」「サンティー (USS Santee, CVE-29) 」の4隻となった。
10月25日朝、第77.4.3任務隊は前日の空襲で西方に引き返したと信じられていた栗田健男中将率いる日本艦隊の攻撃を受けた。栗田艦隊は、夜闇に乗じてサンベルナルジノ海峡を通過してレイテ湾に向かっていた。第77.4.3任務隊旗艦「ファンショー・ベイ (USS Fanshaw Bay, CVE-70) 」のスプレイグ少将は、ただちに栗田艦隊とは逆の方向に全速力で逃げるよう命令を出し、同時に第7艦隊（トーマス・C・キンケイド中将）に救援を求める緊急電報を発信して、任務隊の全艦艇は煙幕を張りながらスコールに向かっていった。栗田艦隊はよいレーダーを持たぬとはいえ、次第に護衛空母や駆逐艦、護衛駆逐艦に命中弾および至近弾を与えつつあった。第77.4.3任務隊からの緊急警報を受け、7時24分、「ペトロフ・ベイ」は4機のFM-2艦上戦闘機と6機のTBM雷撃機を栗田艦隊攻撃のために発進させた。
直後の7時29分、レーダーは6機の零戦と思しき目標を探知。1時間前の6時30分にダバオを発進して北上していた、最初の神風特別攻撃隊である菊水隊、朝日隊および山桜隊が第77.4.1任務隊に接近しつつあった。6機の零戦はただちに急降下で突入してきたため、対空砲火を打ち上げる暇も無く、1機が「サンティー」に命中し、別の1機は「サンガモン」の上空で撃墜されて墜落した。「ペトロフ・ベイ」には彗星と思しき航空機が突入してきたが、「スワニー」の対空砲火で撃墜された。「サンティー」は火災を発生させたもののすぐに消し止められた。しかし、数分後に魚雷の命中のような爆発が起こって右に傾いた。「サンガモン」を対空砲火で救った「スワニー」にも1機が命中し、2時間もの間作戦不能状態に陥った。
その頃、「ペトロフ・ベイ」の航空機は第77.4.3任務隊を追撃中の栗田艦隊上空に到達。TBMは魚雷を発射し、FM-2は機銃掃射で艦隊を翻弄した。2度の攻撃で、戦艦「大和」と「長門」「金剛」に命中弾を与えたと判断され、「大和」と巡洋艦、駆逐艦に機銃掃射を行った。「ペトロフ・ベイ」の残存航空機のうち、燃料が心細いFM-2はタクロバンの味方航空基地に向かい、10ガロン未満の燃料しか残っていなかったTBMは「ファンショー・ベイ」および第77.4.2任務隊の「オマニー・ベイ (USS Ommaney Bay, CVE-79) 」に向かった。「ペトロフ・ベイ」に直接戻ってきたのは、1機のTBMと2機のF-2Mのみであった。
15時30分、「ペトロフ・ベイ」は退却してゆく栗田艦隊を追撃する航空機を発進させた。他の護衛空母からの航空機と合流して艦隊を追い求め、やがてサンベルナルジノ海峡近海で最上型重巡洋艦を発見して魚雷を2本から3本命中させたと判断された。攻撃後、航空機は「ペトロフ・ベイ」に戻るだけの燃料が無かったので、タクロバンの航空基地で補給を行ってから戻ってきた。22時32分には、周囲の駆逐艦が90度の方角の水中に音を探知した。間もなく、潜水艦「伊56」からのものと思われる2本の魚雷が「ペトロフ・ベイ」の方向に向かってきたが、魚雷は20ヤード離れた所を通過していった。護衛駆逐艦「クールバーグ (USS Coolbaugh, DE-217) 」は対潜攻撃を行い、魚雷を発射してきた潜水艦を破壊したと判断した。
翌10月26日、護衛空母の航空機は索敵の結果、1隻の軽巡洋艦と4隻の駆逐艦がヴィサヤン海にいることを知った。「ペトロフ・ベイ」は僅かに残った2機のアヴェンジャーを発進させた。やがて僚艦の航空機と合同し、レイテ島への輸送作戦から帰投中の軽巡「鬼怒」と駆逐艦「浦波」を発見し、「鬼怒」に500ポンド爆弾を命中させ「浦波」を機銃掃射した後、2隻とも撃沈した。しかし、第77.4.1任務隊はこの日も神風攻撃を受けた。正午ごろ、セブを発進した神風特攻隊大和隊の第二次攻撃隊と第三次攻撃隊が相次いで接近しつつあった。第二次攻撃隊は空中哨戒中の戦闘機がすべて撃墜したが、第三次攻撃隊は戦闘機群をすり抜けて突入してきた。「スワニー」に2機が突入し、「スワニー」は大破炎上した。残る1機、塩田寛一飛曹機が「ペトロフ・ベイ」の艦橋至近に命中した。「ペトロフ・ベイ」は大きく傾いたように見えたが、小破に留まった。10月28日夜、「ペトロフ・ベイ」は燃料補給のため指定された海域に下がり、第77.4.2任務隊および第77.4.3任務隊の各艦とともに、マヌス島に向かった。第76混成飛行隊は、8ヵ月15,000時間に及んだ戦闘飛行で、一人の戦死者も出さなかった。一連の戦いが評価され、第76混成飛行隊の17名のパイロットおよびケーン艦長に海軍十字章が授けられた。その後、「ペトロフ・ベイ」は第77.4.5任務隊に配置換えとなり、11月19日にレイテ島沖に向けて出撃して11月23日に到着し、補給路の哨戒を行った。

### 硫黄島・沖縄
第77.3任務群に一時期属していた「ペトロフ・ベイ」は、1945年1月中旬に第77.4任務群に戻り、マニラに進撃中の上陸部隊を日本軍の攻撃から守る任務に就いた。1月29日から30日にかけては、サンナルシソとサンアントニオに対する上陸作戦の支援を行った。ルソン島の戦いの趨勢が見えたことにより、「ペトロフ・ベイ」はフィリピン海域を離れてウルシー環礁に向かった。
次なる目標であった硫黄島は、日本を空襲するB-29爆撃機を援護する戦闘機の基地と目されていた。「ペトロフ・ベイ」は5日間の停泊の後、第52任務部隊中の第52.19任務群に加わってウルシーを出撃し、2月15日に硫黄島近海に到着した。戦艦、巡洋艦および駆逐艦が硫黄島に艦砲射撃を浴びせた後、第52任務部隊からの航空機が硫黄島の日本軍防御陣地や陸上施設に対して爆撃や機銃掃射を行った。上陸部隊を乗せた輸送船団は2月18日に到着し、翌2月19日、上陸作戦が開始され硫黄島の戦いの幕は機って落とされた。「ペトロフ・ベイ」の航空機は、戦いを通じて上陸部隊に対する全般支援任務を行い、戦闘機の出撃回数は786回を数えた。3月7日に至り、占領した硫黄島の航空基地が使用可能となったので、「ペトロフ・ベイ」は戦場からさがり、グアム経由でウルシーに帰投した。途中の3月10日、グアムにて第76混成飛行隊は第93混成飛行隊と交代した。
ウルシーに帰投した「ペトロフ・ベイ」であったが、間を置かず第52.1.2任務隊に加わって3月21日に出撃。沖縄島上陸に先立って、第54任務部隊中の第54.1任務群によって行われた艦砲射撃の支援を行った。慶良間諸島占領後、日本機の反撃を受けたが、正確で重厚な対空砲火によりこれを退けた。復活祭の日曜日である4月1日8時30分に開始された上陸作戦は微弱な抵抗を跳ね返して成功。「ペトロフ・ベイ」の航空機はこれ以降、ほぼ連日にわたって対地攻撃、哨戒および特別任務を遂行していった。
4月13日、第52.1.2任務隊は先島諸島に対する航空攻撃を命じられ、228マイル離れた地点から先制攻撃を仕掛けた。激しい対空砲火により2機を失ったがパイロットは無事であり、後刻救助された。空襲を終えた第52.1.2任務隊は、4月16日に沖縄島南東方面の元の海域に戻った。「ペトロフ・ベイ」の航空機は5月9日から26日までの期間も支援、空中哨戒および対潜哨戒を続けていった。戦いの期間中、「ペトロフ・ベイ」の戦闘機は17機の日本機を撃墜したと判断された。5月26日、「ペトロフ・ベイ」は戦場から離れてグアムに向かい、5月30日にアプラ港に帰投。第93混成飛行隊はここで降ろされ、代わりに第90混成飛行隊を乗せて真珠湾に向かった。6月19日、サンペドロに到着し、オーバーホールのためターミナル島の海軍基地に係留された。

### 戦後
オーバーホールを終えた「ペトロフ・ベイ」は、8月13日に真珠湾に向けて出港。しかし、2日後に日本がポツダム宣言を受諾して降伏し戦争は終わった。
「ペトロフ・ベイ」は8月20日に真珠湾に到着して、第20混成飛行隊に対する訓練に従事した後第4混成飛行隊を乗せ、エニウェトク環礁およびサイパン島を経由して8月29日に東京湾に到着した。TBMによる最後の対潜哨戒を行った後、TBMは9月10日16時28分にサイパン島に到着。「ペトロフ・ベイ」自身も翌9月11日にサイパン島に到着した。ここで104名の第7混成飛行隊関係者および、他の復員兵を乗せて9月25日に真珠湾へ向けて出港。真珠湾に到着するとすべての航空機は陸揚げされた。
VPB-152の123名の関係者とその他の便乗者を乗せた「ペトロフ・ベイ」は、10月5日にサンフランシスコに向けて出港して10月11日に到着。第4混成飛行隊のベテランを含んだ便乗者を降ろすと、10月18日には真珠湾に向けて出港。前回より多い便乗者を乗せた「ペトロフ・ベイ」は行き先をハンターズ・ポイントに変更し、10月31日に到着した。11月17日にエニウェトク環礁へ向けて出港し、エニウェトク環礁で1,053名の復員兵を乗せ、クェゼリン環礁からの153名も乗せて西海岸に向かい、12月6日に到着。12月12日からはグアムへ向かい、944名のベテラン復員兵を乗せて1946年1月18日にサンペドロに到着した。
1月29日、「ペトロフ・ベイ」はサンペドロを出港し、東海岸に向かった。パナマ運河を通過して2月15日にノーフォークに到着。間もなくボストンに回航されることとなり、2月23日に到着した。1955年6月12日にCVU-80（雑役空母）に類別されたが、直後の7月31日に退役して大西洋予備艦隊ボストン・グループに編入された。その後、1958年6月27日に除籍され、1959年7月30日にスクラップとしてJ・バークートに売却された。
「ペトロフ・ベイ」は第二次世界大戦の戦功での5つの従軍星章を受章した。